# Кемінський район
Кемінський район (кирг. Кемин району) — адміністративно-територіальна одиниця у складі Чуйської області Киргизстану. Найсхідніший район області. Адміністративний центр — місто Кемін.

## Населені пункти
До складу району входять 2 міських населених пункти районного підпорядкування:
- Кемін
- Орловка

Також до складу району входять сільські населені пункти у складі аїльних округів:
- Ак-Тюзький аїльний округ: Ак-Тюз
- Алмалинський аїльний округ: Кизил-Суу, Алмалуу, Борду
- Боролдойський аїльний округ: Боролдой
- Джани-Алиський аїльний округ: Джани-Алиш
- Дуйшеївський аїльний округ: Кічі-Кемін
- Іллічівський аїльний округ: Іллічівське, Джані-Джол, Совєтське
- Кара-Булакський аїльний округ: Кара-Булак, Бейшеке, Алтимиш, Чуйське
- Кок-Ойрокський аїльний округ: Кайїнди, Карул-Дебе, Тегірменти
- Кизил-Октябрьський аїльний округ: Кизил-Октябрь, Білий Пікет, Джель-Арик, Дорожне, Кашкелен, Киз-Кія, Сасик-Булак, Ударник, Чолок
- Чим-Коргонський аїльний округ: Чим-Коргон, Новомихайловка, Самансур
- Чон-Кемінський аїльний округ: Шабдан, Калмак-Ашуу, Кизил-Байрак, Тар-Суу, Торт-Куль

Населені пункти, підпорядковані міським адміністраціям міст районного підпорядкування:
- смт. Нур
- смт. Бордунський
- с. Подгорне

## Історія
29 жовтня 1958 року до Кеминського району було приєднано Бистровський район.

## Населення
За даними перепису населення Киргизії 2009 року, киргизи становлять 37 724 особи з 44 118 жителів району (85,5%), росіяни - 4785 осіб (10,8%), казахи - 550 осіб (1,2%).

## Відомі уродженці
- Абдилас Малдибаєв (1906—1978) — оперний співак, композитор, народний артист СРСР (1939)
- Кайиргуль Сартбаєва (нар. 1936) — оперна співачка, народна артистка СРСР (1980)
- Самарбюбю Токтахунова (нар. 1944) — музикантка, виконавиця на комузі, народна артистка СРСР (1989)
- Аскар Акаєв (нар. 1944) — перший президент Киргизстану
- Аали Токомбаєв — письменник, поет, драматург, Герой Соціалістичної Праці
- Токтоболот Абдумомунов (1922—1989) — народний письменник Киргизстану